# Eschbach (Washington)
Eschbach az Amerikai Egyesült Államok északnyugati részén, Washington állam Yakima megyéjében elhelyezkedő statisztikai település. A 2010. évi népszámlálási adatok alapján 415 lakosa van.

## Népesség
A település népességének változása:
| Lakosok száma | 400  | 415  | 441  |
|               | 2000 | 2010 | 2020 |